# Gustav Sandberg
Karl Gustav Emanuel „Skädda” Sandberg (ur. 29 lutego 1888 w Göteborgu, zm. 27 maja 1958 tamże) – szwedzki piłkarz, reprezentant kraju grający na pozycji pomocnika.

## Kariera klubowa
Podczas swojej kariery piłkarskiej Gustav Sandberg występował w Örgryte IS. Z Örgryte zdobył mistrzostwo Szwecji w 1913.

## Kariera reprezentacyjna
W reprezentacji Szwecji Sandberg zadebiutował 16 czerwca 1912 w wygranym 2-1 towarzyskim meczu z Norwegią. W 1912 był w kadrze Szwecji na Igrzyska Olimpijskie w Sztokholmie. Na turnieju w Szwecji wystąpił w przegranym meczu 3-4 meczu z Holandią. Ostatni raz w reprezentacji wystąpił 25 maja 1913 w przegranym 0-8 towarzyskim meczu z Danią. W sumie w reprezentacji wystąpił w 4 spotkaniach.
| Mecze i gole w reprezentacji | Mecze i gole w reprezentacji | Mecze i gole w reprezentacji | Mecze i gole w reprezentacji | Mecze i gole w reprezentacji | Mecze i gole w reprezentacji | Mecze i gole w reprezentacji |
| #                            | Data                         | Miasto                       | Przeciwnik                   | Gol                          | Wynik                        |                              |
| ---------------------------- | ---------------------------- | ---------------------------- | ---------------------------- | ---------------------------- | ---------------------------- | ---------------------------- |
| 1.                           | 16.06.1912                   | Kristiania                   | Norwegia                     |                              | 2:1                          | towarzyski                   |
| 2.                           | 20.06.1912                   | Göteborg                     | Węgry                        |                              | 2:2                          | towarzyski                   |
| 3.                           | 29.06.1912                   | Sztokholm                    | Holandia                     |                              | 3:4                          | Igrzyska Olimpijskie         |
| 4.                           | 25.05.1913                   | Kopenhaga                    | Dania                        |                              | 0:8                          | towarzyski                   |